# Dorsale di Tehuantepec
La dorsale di Tehuantepec è una catena montuosa sottomarina situata al largo della costa occidentale del Messico, sul fondo dell'oceano Pacifico. 

## Descrizione
La dorsale si trova all'estremità orientale della zona di frattura di Clipperton e, seguendo il corso di questa, si estende verso nord-est per circa 650 km, in direzione delle coste del Chiapas e del vulcano El Chichón, dove subduce nella fossa centroamericana.
La dorsale è situata all'interno della placca delle Cocos, dove separa il più basso e vecchio fondale marino del bacino del Guatemala, risalente al Chattiano (o Oligocene superiore) e quindi a 26-24 milioni di anni, a sud-est, da quello più elevato e recente, risalente al Langhiano e al Serravalliano (o medio Miocene) e quindi a 16-12 milioni di anni fa, a nord-ovest.

## Geologia
Indagini recenti sembrano indicare che la dorsale sia quanto rimane di una faglia trasforme, e della corrispondente zona di frattura, che era presente sulla dorsale del Pacifico orientale. 
Circa 13 milioni di anni fa, in conseguenza di un cambiamento del moto della placca pacifica, ci fu anche un cambiamento nella direzione dell'accrescimento del fondale causato dalla dorsale del Pacifico orientale, il che si tradusse anche in un reorientamento della direzione della zona di frattura di Clipperton (nella cui storia è possibile identificare almeno cinque di questi episodi di accrescimento in direzioni significativamente diverse) a est della dorsale oceanica. Al contrario della suddetta parte della zona di frattura, la dorsale Tehuantepec ha mantenuto l'orientazione precedente a tale cambiamento.
Alcuni ricercatori hanno avanzato l'ipotesi che la porzione della dorsale di Tehuantepec già subdotta sotto il Messico sia responsabile della formazione del vulcano El Chichón così come degli altri vulcani di quello che è chiamato Arco Vulcanico del Chiapas. Studi sull'eruzione del 1982 del vulcano El Chichón, il più grande evento vulcanico nella storia moderna del Messico, hanno evidenziato una composizione del materiale eruttato piuttosto inusuale se comparata a quella dei prodotti delle eruzioni degli altri vulcani presenti nella Fascia Vulcanica Trasversale sita più a nord-ovest. 
Tale anomalia sarebbe dovuta alla particolare composizione chimica delle rocce presenti nella dorsale di Tehuantepec. Sempre secondo le stesse ricerche, la subduzione della dorsale di Tehuantepec nella fossa centroamericana starebbe avvenendo ad una velocità media di 7 cm all'anno da circa 6 milioni di anni.